# Maison du Crible

La maison du Crible, également dite la « tour rose » en raison de son escalier de couleur ocre, est un immeuble situé au 16 rue du Bœuf, dans le 5e arrondissement de Lyon, en France. Localisé au cœur du Vieux Lyon (Saint-Jean), il s'agit d'un des plus remarquables édifices du quartier en raison de sa couleur ocre, de la tour qui l'orne et qui lui donne son nom. Le plus illustre des résidents a été le roi de France Henri IV, qui y séjourna quelques jours en 1600, lors de son mariage avec Marie de Médicis, célébré à moins de 300 mètres de la maison, à la primatiale Saint-Jean. Elle est classée monument historique depuis 1937. Elle abrite la paroisse orthodoxe française. Le restaurant La Tour rose, à l'origine au rez-de-chaussée de l'édifice et désormais déplacé à une autre adresse de la rue du Bœuf, tire son nom de la tour d'escalier.

## Historique
Selon certaines sources, la maison, datée du XVIe siècle, pourrait être attribuée à l'architecte italien Sebastiano Serlio, sans plus de certitude. Pour autant, son portail donnant sur la rue et menant à la cour où se trouve la tour d'escalier, est situé au centre de la composition de la façade, un unicum dans le quartier, et est décoré d'un fronton inspiré des dessins de l'architecte.
L'origine de son nom, « du Crible », remontant au XVIIe siècle, est également sujette à caution. Certaines sources, notamment des guides touristiques, mentionnent que le crible est le collecteur d'impôt car il passerait au crible, une espèce de tamis, les finances des mauvais payeurs. Toutefois, le mot crible ne désigne jamais une fonction, mais seulement l'objet. Cet amalgame pourrait avoir comme origine l'occupation des lieux au XVIe siècle par le receveur des impôts du roi, Martin de Troyes, dont le blason aurait pu être orné d'un tamis, sans que cette hypothèse ne puisse être confirmée. Il peut également s'agir de l'enseigne qui ornait la façade, une pratique courante à Lyon, cette hypothèse ayant la faveur de certaines sources au motif qu'outre son usage courant, il aurait pu désigner l'activité principale des lieux, le crible était utilisé pour le tannage des peaux d'ovins, la mégisserie, ainsi qu'en agriculture.
En 1676, découpée en plusieurs habitations de notables, elle porte l'enseigne le Royal, jeu de billard et est connue pour être richement décorée.

## Galerie

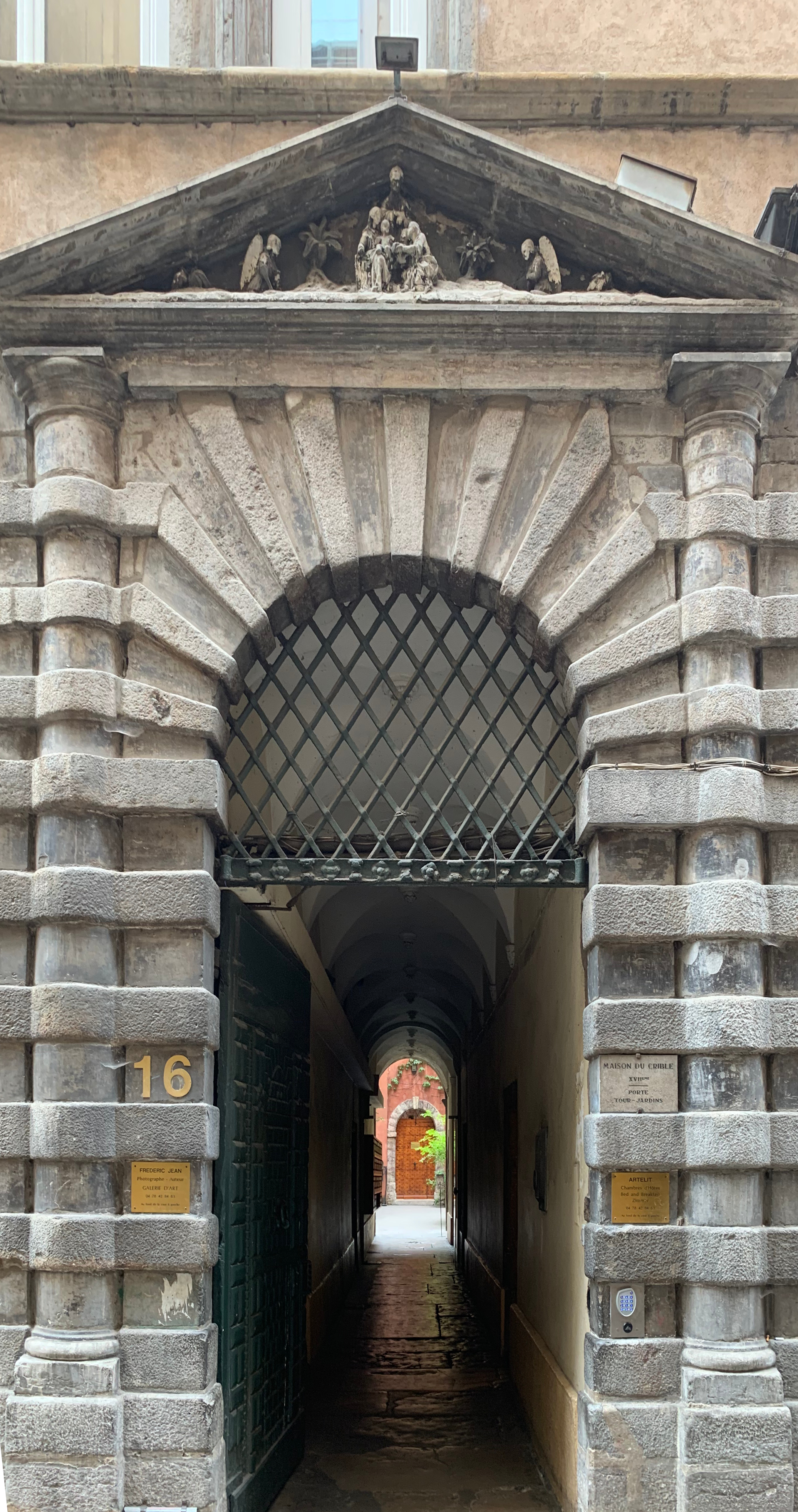
Porte donnant sur la rue.
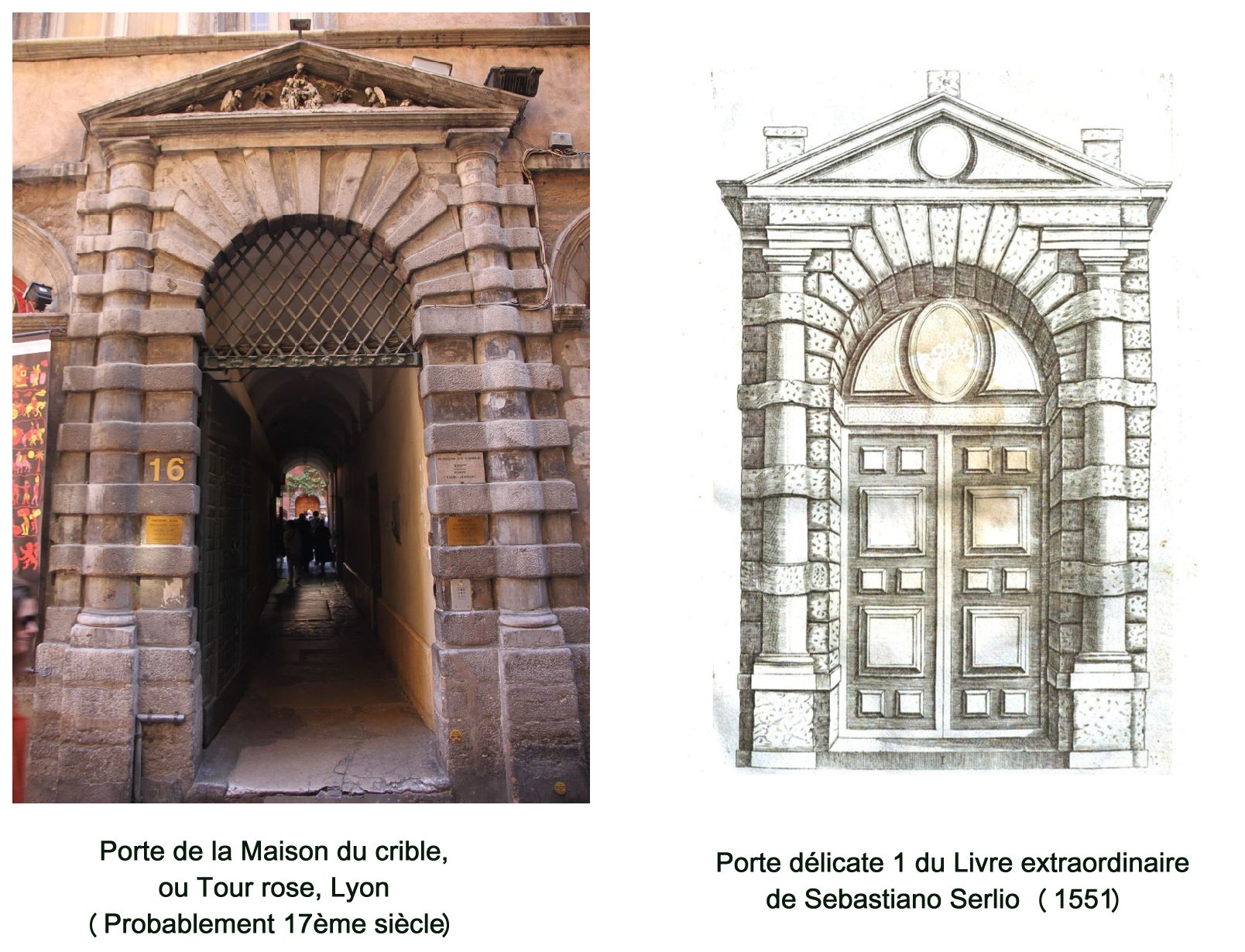
Influence d'une gravure de Sebastiano Serlio sur le dessin de la porte.
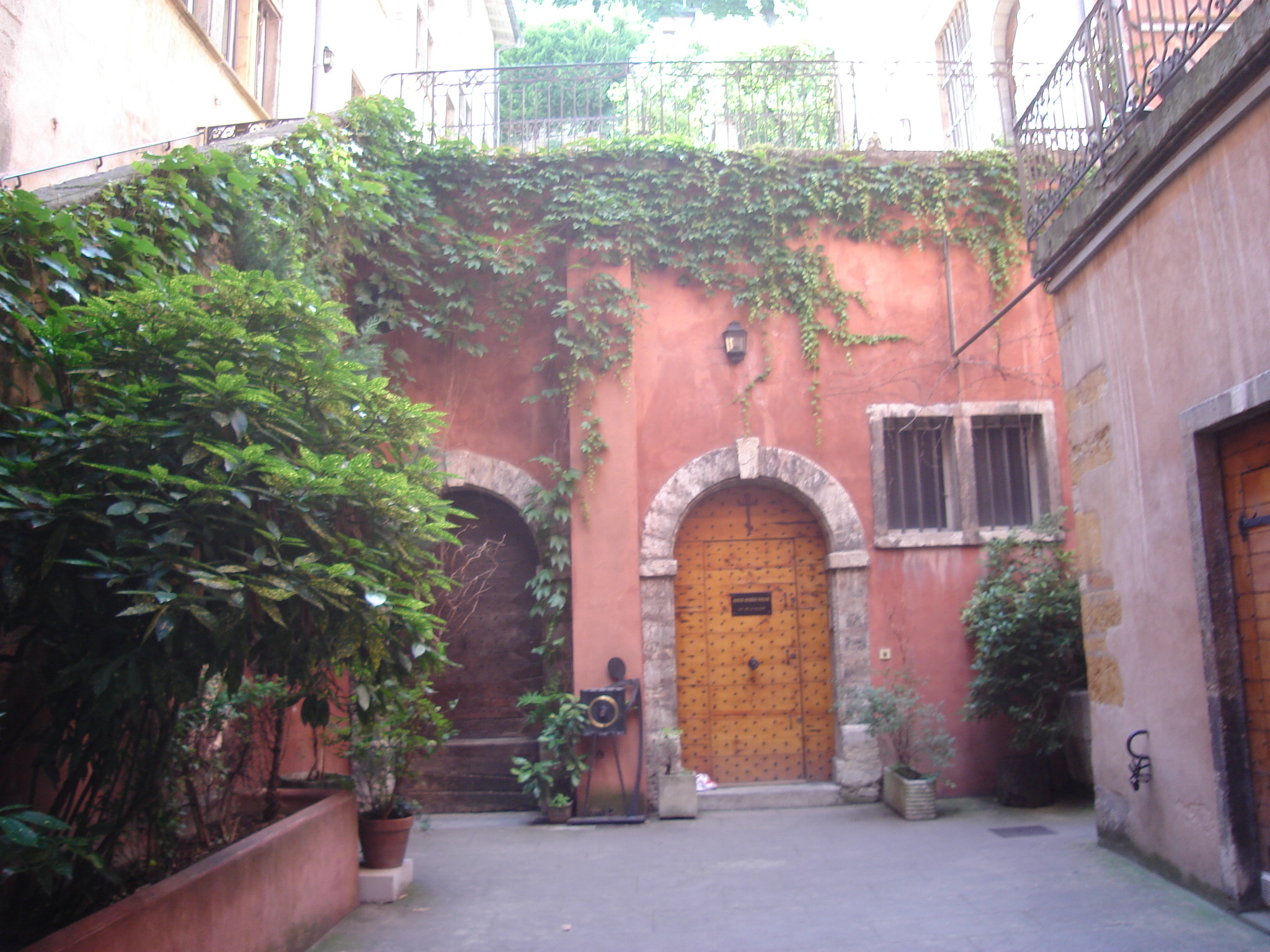
La cour.
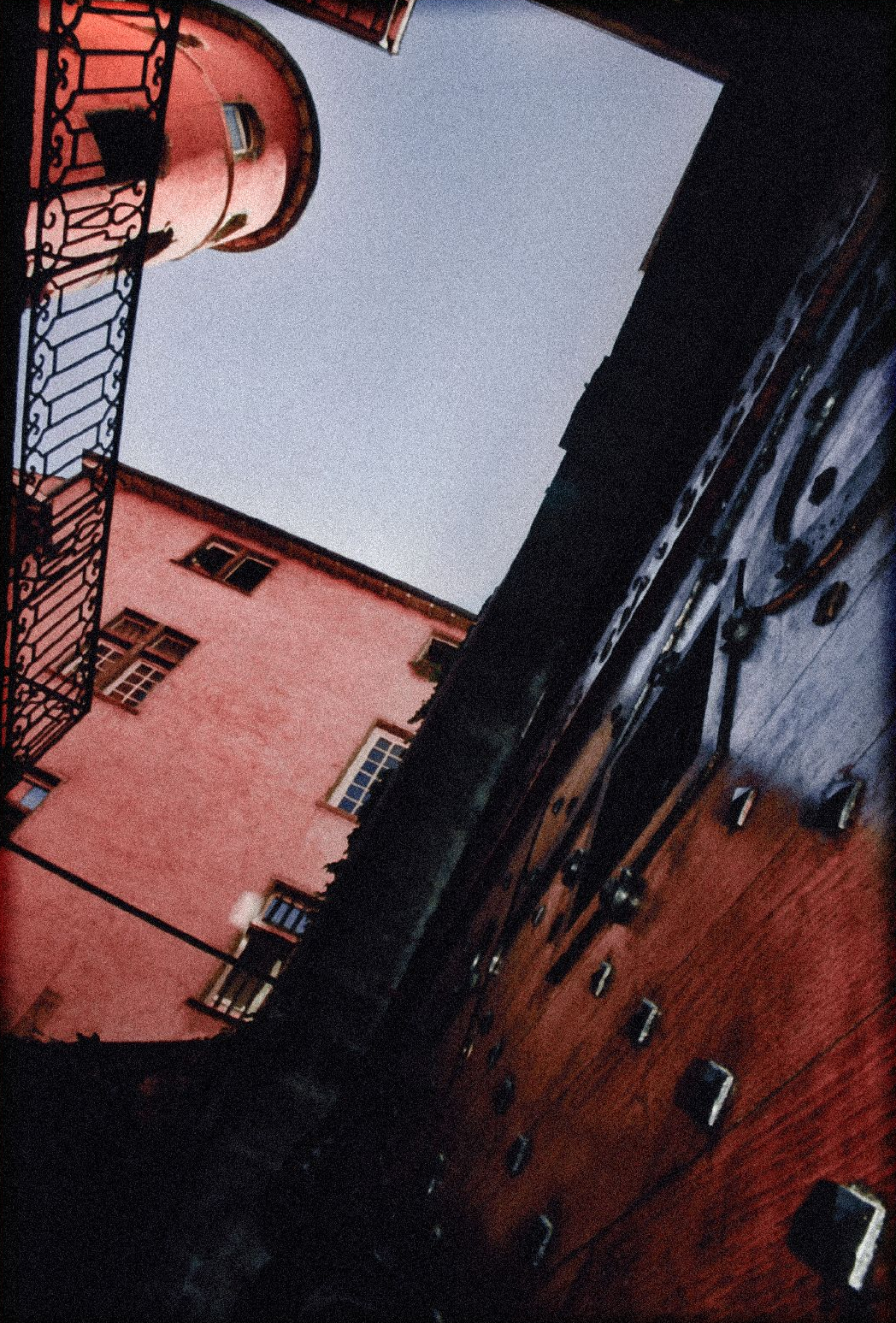
vue du coin de la cour

## Accessibilité
Ce site est desservi par la station de métro Vieux Lyon - Cathédrale Saint-Jean.